# عدد برینکمن
عدد بریکمن(به انگلیسی: Brinkman number) یک عدد بی بعد است که نشان دهندهٔ انتقال گرما به طریق رسانش به سیال اطراف با ویسکوزیته معلوم است. این عدد با نماد NBr یا {\displaystyle Br} نشان داده می‌شود.

## رابطه
{\displaystyle N_{Br}={\frac {\mu U^{2}}{\kappa (T_{w}-T_{0})}},}
که در این رابطه:
- NBr عدد بریکمن؛
- μ ویسکوزیته دینامیک سیال؛
- U سرعت برداری سیال؛
- κ ظریب رسانندگی سیال؛
- T0 دمای سیال دور از دیواره؛
- Tw دمای دیواره.

همچنین این عدد از حاصل ضرب اعداد پرنتل و اکرت نیز به دست می‌آید.
{\displaystyle N_{Br}=Pr.Ec}